# البيوت أسرار (فلم)
البيوت أسرار هو فيلم دراما مصري عرض عام 1971، بطولة شكري سرحان وليلى طاهر وميرفت أمين وعادل إمام ونور الشريف. وإخراج السيد زيادة.

## قصة الفيلم
يهمل المحامي الكبير ممدوح قضاياه بسبب لعب القمار، وبعد إلحاح من زوجته يستقيم حاله، فيقضي سهراته بالمنزل في اللعب معها، وبمرور الأيام تتعلم الزوجة أسرار اللعبة. وتنقلب الصورة، تصبح لاعبة قمار وتهمل شؤون المنزل.

## طاقم التمثيل
- شكري سرحان: (ممدوح)
- ليلى طاهر: (وفاء)
- ميرفت أمين: (سهير)
- عادل إمام: (رؤوف)
- نور الشريف: (سراج)
- إبراهيم سعفان: (المعلم الشربيني)
- سهير صبري: (نهاد زهني)
- كامل أنور: (عبد الصبور وكيل المكتب)
- إبراهيم نصر: (مساعد الطيار)
- ليلى حمدي: (بطة الخادمة)
- وسيلة حسين: (عزة)
- سعيدة جلال: (الراقصة نانا)
- محمد رضا: (المنتج - ضيف شرف)
- ممتاز أباظة: (د.فوزي - ضيف شرف)
- سيد زيان: (ساعي البريد - ضيف شرف)
- أميرة: (وداد- ضيفة شرف)

## فريق العمل
- إخراج: السيد زيادة
- سيناريو وحوار: السيد زيادة، أحمد ثروت
- إنتاج: أفلام المصري (إبراهيم عزقلاني)
- توزيع: المؤسسة المصرية العامة للسينما
- مونتاج: عبد العزيز فخري
- مدير التصوير: عادل عبد العظيم

## وصلات خارجية
- مقالات تستعمل روابط فنية بلا صلة مع ويكي بيانات